# 郡山短期大学
郡山短期大学（こおりやまたんきだいがく）は、福島県郡山市細沼町22において1951年に設置が計画されていた日本の私立短期大学である。

## 概要
- 戦後まもない学制改革後に発行されたその資料にその記載がある。経済科のみを置く短期大学として文部省 [注 2]に設置認可の申請を行うも[1]、結局は実現せずに終わった。ちなみに「母体学校」の欄には、各種学校だった郡山文化学院と記載がある[2][注 3]。当各種学校は記録から、工業、商業、宗教の3科を置いていた[3]。

## 設置予定学科
- 経済科[1]